# Diplycosia chrysothrix
Diplycosia chrysothrix är en ljungväxtart som beskrevs av Otto Stapf. Diplycosia chrysothrix ingår i släktet Diplycosia och familjen ljungväxter. Inga underarter finns listade i Catalogue of Life.